# Mook-Jung Inhee
Mook-Jung Inhee (koreanisch 묵인희; * 1963) ist eine führende südkoreanische Neurowissenschaftlerin der Seoul National University College of Medicine und Mitherausgeberin des Journal of Alzheimer's Disease. Sie spezialisiert sich auf die Pathogenese der Alzheimer-Krankheit.

## Karriere
Mook-Jung absolvierte 1986 ihr Bachelorstudium an der Seoul National University und 1995 ihr Promotionsstudium an der University of Arizona. 2006 war sie an der Entdeckung beteiligt, dass ERK1/2-Proteine bei der Regulierung von Beta-Amyloiden, welche die Alzheimer-Krankheit verursachen können, eine Rolle spielen. Sie identifizierte den Mechanismus und die physiologische Funktion der Beta-Amyloide, insbesondere das Verhältnis von dem Beta-Amyloid-transportierenden Protein RAGE und der Pathogenese der Alzheimer-Krankheit, und entwickelte darauf basierend ein System zur Erkennung von RAGE-Modulatoren. Für diese Errungenschaften wurde sie 2011 mit dem siebten Macrogen-Preis für Frauen in der Wissenschaft ausgezeichnet.
Seit 2013 sitzt sie im Beirat der Koreanischen Gesellschaft für Neurodegenerative Krankheiten (대한퇴행성신경질환학회). 2015 trat sie der Korean Academy for Science and Technology (한국과학기술한림원, deutsch: Koreanische Akademie für Wissenschaft und Technologie) bei. Des Weiteren ist sie seit 2020 die Leiterin des Forschungszentrum für Demenzkonvergenz der Seoul National University (서울대학교 치매융합연구센터) und Leiterin des Korea Dementia Research Center (치매극복연구개발사업단, deutsch: Forschungs- und Entwicklungsprojekt zur Überwindung von Demenz). Sie leitet das Labor für Alzheimerforschung an der Seoul National University.

## Preise und Auszeichnungen
Für ihre Forschung für die Behandlung von Alzheimer erhielt Mook-Jung mehrere Auszeichnungen:
- 2023: Nationale Wissenschafts- und Technologiemedaille für Innovation[11]
- 2020: 1. Hallymwon-Preis in Physiologischer Medizin[12]
- 2020: KSMCB Award for Women in Life Science (deutsch: KSMCB-Preis für Frauen in den Biowissenschaften)[13]
- 2019: Wissenschaftler des Jahres[3][4]
- 2019: Dongheon Biochemie-Preis[3][14]
- 2018: Preis für exzellente Forschung der Seoul National University[3][15][16]
- 2016: Auszeichnung zur Förderung der Gesundheitstechnologie durch die Regierung (des Ministeriums für Gesundheit und Wohlfahrt)[17]
- 2016: 15. L'Oréal-UNESCO-Preis für Frauen in den Biowissenschaften[2][18]
- 2013: Auszeichnung zur Förderung der Gesundheitstechnologie durch die Regierung (des Ministeriums für Gesundheit und Wohlfahrt)[3][19]
- 2011: Gewinnerin des 2011 Wettbewerb für Pionierforschung vom Ministerium für Bildung, Wissenschaft und Technologie[3][20]
- 2011: 7. Macrogen-Preis für Frauen in der Wissenschaft[1][7]

## Publikationen (Auswahl)
- mit S. K. Kim, H. J. Park, H. S. Hong, E. J. Baik und M. W. Jung: ERK1/2 is an endogenous negative regulator of the γsecretase activity. In: The FASEB Journal. Band 20, 2006, doi:10.1096/fj.05-4055fje, S. 157–159.
- mit H. J. Cho, S. M. Son, S. M. Jin, H. S. Hong, D. H. Shin, S. J. Kim, K. Huh: RAGE regulates BACE1 and Aβ generation via NFAT1 activation in Alzheimer's disease animal model. In: The FASEB Journal. Band 23, Nummer 8, 2009, doi:10.1096/fj.08-126383, S. 2639–2649.
- mit H. J. Kwon, M. Y. Cha, D. Kim, D. K. Kim, M. Soh, K. Shin, T. Hyeon: Mitochondria-Targeting Ceria Nanoparticles as Antioxidants for Alzheimeŕs Disease. In: ACS Nano. Band 10, Nummer 2, 2016, doi:10.1021/acsnano.5b08045, S. 2860–2870.
- mit S. H. Baik, S. Kang, W. Lee, H.g Choi, S. Chung, J. I. Kim: A Breakdown in Metabolic Reprogramming Causes Microglia Dysfunction in Alzheimer's Disease. In: Cell Metabolism. Band 30, Nummer 3, 2019, doi:10.1016/j.cmet.2019.06.005, S. 493–507.e6.
- mit H. Choi: Functional effects of gut microbiota-derived metabolites in Alzheimer's disease. In: Current Opinion in Neurobiology. Band 81, 2023, doi:10.1016/j.conb.2023.102730.